# Min største gave
|  | Denne artikel er oprettet af botten PalnaBot ud fra en ekstern database. Den kan derfor have sproglige fejl eller mangler. Denne skabelon kan fjernes efter kontrol af indholdet. |

Min største gave er en dansk dokumentarfilm fra 2001 skrevet og instrueret af Anne Hjort.

## Handling
En personlig beretning om at adoptere et barn fra en fremmed kultur. I det tidlige forår rejser instruktøren og hendes mand til Indien for at hente den 3-årige pige Atiya på et børnehjem i Delhi. Efter hjemkomsten til Danmark følges forløbet måned for måned. Atiya Marie Hjort skal vænne sig til sine nye omgivelser og lære at tale dansk. Og forældre og barn skal i fællesskab forsøge at blive en familie. Et intenst forløb, og med instruktørens egne ord hendes "mindst forsømte forår nogensinde." Filmens optagelser er nænsomt registrerende og viser i samspil med lydsidens refleksioner og kommentarer hvilke glæder og problemer, der kan være forbundet med international adoption.